# Erosina rusticata
Erosina rusticata là một loài bướm đêm trong họ Geometridae.